# أنطوان والش
أنطوان والش هو شخصية أعمال وسياسي فرنسي، ولد في 22 يناير 1703 في سان مالو في فرنسا، وتوفي في 2 مارس 1763 في كاب هايتيان في هايتي.